# Собор Брянских святых
Собор Брянских святых — группа святых Русской православной церкви, чья жизнь была связана с территорией Брянской епархии: родившиеся и жившие на Брянщине, а также родившиеся на Брянской земле, но совершавшие подвиги благочестия в других землях. Празднование Собору Брянских святых приурочено к дню памяти святого Олега Брянского и совершается в воскресенье накануне 20 сентября по юлианскому календарю (3 октября по григорианскому), установлено 5 декабря 2003 года.

## Список святых
| Святой                                                                               | Лик святости, преставление | Год канонизации                     | Другие дни памяти |
| ------------------------------------------------------------------------------------ | -------------------------- | ----------------------------------- | --- |
| Олег Брянский                                                                        | преподобный (+ 1285)       | ?                                   | 10 (23) октября Волын. |
| Поликарп Брянский                                                                    | преподобный (+ 1620-1621)  | не позднее 1680-х                   | 23 февраля (7 марта) (8 марта) в невисокосные годы |
| Иоанн Тобольский                                                                     | святитель (+ 1715)         | 1916                                | 10 (23) июня Сибир. в 3-ю Неделю (воскресенье) по Пятидесятнице в Собор Галицких святых,15 (28) июля в Соборе Киевских святых, в первую субботу после 29 июня (12 июля) в Соборе Черниговских святых |
| Макарий Оптинский                                                                    | преподобный (+ 1860)       | 2000                                | 7 (20) сентября 19 июля (1 августа) Курск. 11 (24) октября Оптин. |
| Корнилий Удилович                                                                    | священномуч. (+ 1937)      | 2005                                | 24 ноября (7 декабря) 10 (23) октября Волын., Новом. |
| Александр Левицкий                                                                   | священномуч. (+ 1937)      | 2005                                | 24 ноября (7 декабря), Новом. |
| Алексий Тютюнов                                                                      | священномуч. (+ 1937)      | 2005                                | 24 ноября (7 декабря), Новом. |
| Варлаам Попов                                                                        | священномуч. (+ 1937)      | 2006                                | 25 ноября (8 декабря), Новом. |
| Григорий Фаддеев                                                                     | священномуч. (+ 1937)      | 2007                                | 13 (26) декабря, Новом. |
| Иоанн Никольский                                                                     | священномуч. (+ 1937)      | 2005                                | 24 ноября (7 декабря), Новом. |
| Митрофан Корницкий                                                                   | священномуч. (+ 1937)      | 2005                                | 24 ноября (7 декабря), Новом. |
| Серафим Василенко                                                                    | священномуч. (+ 1937)      | 2005                                | 30 сентября (13 октября), Новом. |
| Стефан Грачёв                                                                        | священномуч. (+ 1938)      | 2006                                | 25 января (7 февраля), Новом. |
| Кукша Печерский, иером.                                                              | Сщмч. (+ после 1114)       | до 1-й четверти XIII века.          | 27 августа (10 сентября), 28 сентября (11 октября) в Соборе преподобных отцов Киево-Печерских Ближних пещер, во 2-ю Неделю (воскресенье) Великого поста в Соборе всех преподобных отцов Киево-Печерских, 10 (23) июня в Соборе Рязанских святых, 22 сентября (5 октября) в Соборе Тульских святых святых |
| Никон Печерский, ученик прп. Кукши                                                   | Сщмч. (+ после 1114)       | до 1-й четверти XIII века.          | 27 августа (10 сентября), во 2-ю Неделю (воскресенье) Великого поста в Соборе всех преподобных отцов Киево-Печерских, 22 сентября (5 октября) в Соборе Тульских святых святых |
| кн. Давид Черниговский                                                               | Блгв. (+ 1123)             | вероятнее всего, во 2-й пол. XII в. | |
| Никола Святоша, Черниговский, Печерский, князь, инок, в Ближних (Антониевых) пещерах | Прп. (+ 1143)              | 1643 (местно); 1762 (общецерковно)  | 14 (27) октября,28 сентября (11 октября) в Соборе преподобных отцов Киево-Печерских Ближних пещер , во 2-ю Неделю (воскресенье) Великого поста в Соборе всех преподобных отцов Киево-Печерских, а также , 10 (23) октября в Соборе Волынских святых, 15 (28) июля в Соборе Киевских святых, 22 сентября (5 октября) в Соборе Тульских святых и в первую субботу после 29 июня (12 июля) в Соборе Черниговских святых |
| Игорь Ольгович, Черниговский и Киевский, вел. князь, чудотворец:                     | Блгв. (+ 1147)             | 1150                                | 5 (18) июня, 19 сентября (2 октября), 15 (28) июля в Соборе Киевских святых, 22 сентября (5 октября) в Соборе Тульских святых и в первую субботу после 29 июня (12 июля) в Соборе Черниговских святых |
| Михаил Всеволодович Черный и боярин Феодор, Черниговские                             | Мчч. (+ 1245)              | 1547                                | 14 (27) февраля, 20 сентября (3 октября), в воскресенье перед 26 августа (8 сентября) в Соборе Московских святых ,в первую субботу после 29 июня (12 июля) в Соборе Черниговских святых 22 сентября (5 октября)св. кн. Михаил в Соборе Тульских святых |
| Евфросиния Суздальская, княжна                                                       | Прп. (+ 1250)              | 1698                                | 18 сентября (1 октября), 25 сентября (8 октября), 23 июня (6 июля) в Соборе Владимирских святых |
| Роман Брянский, князь Черниговский и Дебрянский                                      | Блгв. (+ после 1288)       | ?                                   | |
| Феодор Ростиславич Черный, Смоленский, Ярославский, князь, чудотворец                | Блгв. (+ после 1299)       | 1467                                | 5 (18) марта, 22 июня (5 июля), 19 сентября (2 октября), в воскресенье перед 28 июля (10 августа) в Соборе Смоленских святых и , 23 мая (5 июня) в Соборе Ростово-Ярославских святых святых |
| Феогност Киевский и Московский, митр.                                                | Свт. (+ 1353)              | 1471                                | 14 (27) мартав Соборах , 10 (23) октября в Соборе Волынских святых, в 3-ю Неделю (воскресенье) по Пятидесятнице в Собор Галицких святых,15 (28) июля в Соборе Киевских святых и в воскресенье перед 26 августа (8 сентября) в Соборе Московских святых святых |
| Александр Пересвет, схимон., воин                                                    | Прп. (+ 1380)              | ? (местно); 2016 (общецерковно)     | 7 (20) сентябряв Соборах в воскресенье перед 26 августа (8 сентября) в Соборе Московских святых, 6 (19) июля в Соборе Радонежских святых и 22 сентября (5 октября) в Соборе Тульских святых святых |
| Тихон Карачевский                                                                    | Прп. (+ 1609)              | в середине XVII столетия            | 16 (29) июня |
| Феодосий Углицкий, архиеп. Черниговский                                              | Свт. (+ 1696)              | 1896                                | 5 (18) февраля, 9 (22) сентября, 1 (14) июля в Соборе Винницких святых, 15 (28) июля в Соборе Киевских святых и в первую субботу после 29 июня (12 июля) в Соборе Черниговских святых |
| Филофей Тобольский (в схиме Феодор), митр.                                           | Свт. (+ 1727)              | 1984                                | 31 мая (13 июня), 10 (23) июня в Соборе Сибирских святых |
| Феодор Санаксарский                                                                  | Прп. (+ 1791)              | 1999 (местно); 2004 (общецерковно)  | 19 февраля (4 марта) (3 марта) в невисокосные годы, 21 апреля (4 мая), 23 мая (5 июня), 23 мая (5 июня) в Соборе Ростово-Ярославских святых и 28 июля (10 августа) в Соборе Тамбовских святых |
| Василиск (Гаврилов), Туринский                                                       | Прп. (+ 1824)              | 2004                                | 29 декабря (11 января) , 29 января (11 февраля) в Соборе Екатеринбургских святых и в последнее воскресенье августа в Соборе Кемеровских (Кузбасских) святых |
| Зосима (Верховский), схимон.                                                         | Прп. (+ 1833)              | 1999 (местно); 2004 (общецерковно)  | 24 октября (6 ноября), 29 января (11 февраля) в Соборе Екатеринбургских святых, в последнее воскресенье августа в Соборе Кемеровских (Кузбасских) святых, в воскресенье перед 26 августа (8 сентября) в Соборе Московских святых |
| Лев Оптинский, иеросхимон.                                                           | Прп. (+ 1841)              | 2000                                | 11 (24) октября, 27 июня (10 июля),11 (24) октябряв Соборе преподобных Оптинских старцев |
| Филарет (Амфитеатров), в схиме Феодосий, митр. Киевский                              | Свт. (+ 1857)              | 2005 (местно); 2016 (общецерковно)  | 21 декабря (3 января), 15 (28) июля в Соборе Киевских святых, 10 (23) сентября в Соборе Липецких святых, 23 мая (5 июня) в Соборе Ростово-Ярославских святых, 10 (23) июня в Соборе Рязанских святых и 10 (23) июня в Соборе Сибирских святых святых, а также 28 августа (10 сентября) в Соборе преподобных отцов Киево-Печерских Дальних пещер |
| Моисей Оптинский, схиархим.                                                          | Прп. (+ 1862)              | 1996 (местно); 2000 (общецерковно)  | 16 (29) июля, 11 (24) октября в Соборе преподобных Оптинских старцев, 13 (26) декабря |
| Игнатий (Брянчанинов), еп. Кавказский                                                | Свт. (+ 1867)              | 1988                                | 30 апреля (13 мая), 7 (20) августа в Соборе Валаамских святых, в 3-ю Неделю (воскресенье) по Пятидесятнице в Соборе Вологодских святых, 23 января (5 февраля) в Соборе Костромских святых, 23 мая (5 июня) в Соборе Ростово-Ярославских святых и в 3-ю Неделю (воскресенье) по Пятидесятнице в Соборе Санкт-Петербургских святых |
| Иона (Мирошниченко), в схиме Петр, архим., Киевский                                  | Прп. (+ 1902)              | 1995                                | 9 (22) января (Укр.), в Неделю по Воздвижении (обретение мощей в 1993 году; Укр) и 15 (28) июля в Соборе Киевских святых и 29 сентября (12 октября) в Соборе Полтавских святых (Укр.) |
| Макарий (Гневушев), еп. Вяземский                                                    | Сщмч. (+ 1918)             | 2000                                | 22 августа (4 сентября), в Соборах 10 (23) сентября в Соборе Липецких святых, в воскресенье перед 26 августа (8 сентября) в Соборе Московских святых, во второе Неделю (воскресенье) сентября в Соборе Нижегородских святых и в воскресенье перед 28 июля (10 августа) в Соборе Смоленских святых и в воскресный день 25 января (7 февраля), либо в ближайший воскресный день в Соборе новомучеников и исповедников Церкви Русской |
| Василий (Богоявленский), архиеп. Черниговский                                        | Сщмч. (+ 1918)             | 2000                                | 14 (27) августа, вв первую субботу после 29 июня (12 июля) в Соборе Черниговских святых и в воскресный день 25 января (7 февраля), либо в ближайший воскресный день в Соборе новомучеников и исповедников Церкви Русской |
| Дамаскин (Цедрик), еп. Глуховский                                                    | Сщмч. (+ 1937)             | 2000                                | 2 (15) сентября, в первое воскресенье после 3 (16) сентября в Соборе новомучеников и исповедников Казахстанских и Алма-Атинских, 10 (23) августа в Соборе новомучеников и исповедников Соловецких и в воскресный день 25 января (7 февраля), либо в ближайший воскресный день в Соборе новомучеников и исповедников Церкви Русской |
| Серафим (Остроумов), архиеп. Смоленский                                              | Сщмч. (+ 1937)             | 2001                                | 25 ноября (8 декабря), в воскресный день 25 января (7 февраля), либо в ближайший воскресный день в Соборе новомучеников и исповедников Церкви Русской,10 (23) сентября в Соборе Липецких святых, в воскресенье перед 28 июля (10 августа) в Соборе Смоленских святых |
| Серафим (Чичагов), митр. Тверской                                                    | Сщмч. (+ 1937)             | 1997                                | 28 ноября (11 декабря), в Соборах новомучеников и исповедников в воскресный день 25 января (7 февраля), либо в ближайший воскресный день в Соборе новомучеников и исповедников Церкви Русской, в 4-ю субботу по Пасхе в Соборе Бутовских Новомучеников, в 3-ю Неделю (воскресенье) по Пятидесятнице в Собор Санкт-Петербургских святых, 1 (14) октября в Соборе Молдавских святых, в 3-ю Неделю (воскресенье) по Пятидесятнице в Соборе Одесских святых и в воскресенье перед 26 августа (8 сентября) в Соборе Московских святых святых |
| Николай (Могилевский), митр. Алма-Атинский                                           | Сщисп. (+ 1955)            | 2000                                | 26 августа (8 сентября), 12 (25) октября, в воскресный день 25 января (7 февраля), либо в ближайший воскресный день в Соборе новомучеников и исповедников Церкви Русской, в первое воскресенье после 3 (16) сентября в Соборе новомучеников и исповедников Казахстанских и Алма-Атинских,31 августа (13 сентября) в Соборе новомучеников и исповедников Екатеринославских (Укр.), 10 (23) сентября в Соборе Липецких святых и 29 сентября (12 октября) в Соборе Полтавских святых (Укр.)                                                |